# Egon von Haber
Egon von Haber (* 3. Mai 1875 in Weimar; † 9. Mai 1939) war ein deutscher Verwaltungsjurist und Landrat.

## Leben
Egon von Haber war ein direkter Nachfahre des 1829 in Baden nobilitierten Bankiers Salomon von Haber und seiner Ehefrau Friederieke (vormals Fradel) Model. Er war ein Sohn von dessen Enkel, dem einstigen Offizier und Militärschriftsteller und späteren Kunstmalers Rudolf Victor (Rudolph) von Haber und seiner Frau Olga, geb. Scheel (1843–1905). Der Vater war ebenso als Numismatiker aktiv.
Egon von Haber ging als Schüler auf das Wilhelm-Ernst-Gymnasium Weimar. Er studierte dann Rechtswissenschaft und war 1895 in der Königlichen Friedrichs-Universität in Halle-Wittenberg eingeschrieben. Er war ab 1896 Gerichtsreferendar am Amtsgericht Burgdorf bei Hannover. Von der Friedrich-Alexander-Universität Erlangen wurde er 1897 zum Dr. iur. promoviert. 1898 wechselte er zum Landgericht und wenig später zur Staatsanwaltschaft nach Göttingen. 1899 wurde er als Regierungsreferendar in Magdeburg, 1902 als Regierungsassessor beim Landratsamt in Neumarkt in Schlesien angestellt. 1905 arbeitete er bei der Regierung in Posen, 1906 beim Oberpräsidenten der Provinz Posen. 
1908 wurde er Landrat des Kreises Wreschen. Von 1919 bis 1925 war er Landrat des Kreises Schlawe. 1925 wurde er Oberregierungsrat in Stettin. 1926 war Haber Vorsitzender des Aufsichtsrates der Heine & Co. AG in Leipzig. 1931 lebte er weiterhin in Stettin. Am 27. September 1932 wurde er kommissarisch und am 13. Dezember 1932 offiziell Landrat des Landkreises Anklam. Am 24. November 1933 wurde er in den einstweiligen Ruhestand versetzt. 
Bereits 1908 trat er als Ehrenritter dem Johanniterorden bei und wurde dort Mitglied der Posenschen Provinzial-Genossenschaft. 1920 wechselte er innerhalb der Kongregation die Provinzial-Genossenschaft. Ende des Jahres 1938 trat er aus dem Orden aus.
Sein letzter Wohnsitz war Berlin. Sein Grabstein befindet sich auf dem Friedhof der Dorotheenstädtischen und Friedrichswerderschen Gemeinden in Berlin, neben denen seiner Verwandten, auch von Emil (Eli) von Haber.

## Weblink
- Dissertation: Welches Gesetz findet Anwendung auf die Dienstvergehen der preußischen, bei einem Gerichte beschäftigten Gerichtsassessoren?., C. Heinrich, Dresden 1897.